# Lacertaspis reichenowii
Lacertaspis reichenowii — вид сцинкоподібних ящірок родини сцинкових (Scincidae). Мешкає в Центральній Африці. Вид названий на честь німецького орнітолога Антона Райхенова.

## Поширення і екологія
Lacertaspis reichenowii мешкають в Камеруні, Габоні, Екваторіальній Гвінеї (зокрема на острові Біоко), Республіці Конго, на крайньому заході Демократичної Республіки Конго (провінція Центральне Конго), на крайньому південному заході Центральноафриканської Республіки і в Анголі (Кабінда). Вони живуть у вологих рівнинних тропічних лісах. Зустрічаються на висоті від 10 до 675 м над рівнем моря.